# Kinosternon hirtipes
Kinosternon hirtipes е вид влечуго от семейство Тинести костенурки (Kinosternidae).

## Разпространение
Видът е разпространен в Мексико и САЩ.